# СУ-1 (САУ)
СУ-1, Самоходная установка 1-я модель — советская опытная самоходно-артиллерийская установка (САУ), разработанная в начале 1930-х годов на шасси основного танка Т-26 (лицензионной копии двухбашенного пулемётного танка Vickers Mk E).

## Описание
САУ СУ-1 разрабатывалась в конструкторском бюро завода «Большевик». Прототип был изготовлен к октябрю 1931 года. Башня танка и подбашенная надстройка танка Т-26 была заменена прямоугольной броневой рубкой, в которой размещалось основное вооружение САУ — 76-мм полковая пушка образца 1927 года. Пулемёты на боевую машину не устанавливались.
Ходовая часть состояла из восьми нижних опорных катков, сблокированных в тележки по два катка, четырёх верхних поддерживающих катков, направляющего и ведущего колеса с каждого борта.
Как выяснилось позже, качество изготовленной бронерубки было неудовлетворительным. Она изготавливалась из железа, материала, менее прочного, чем сталь. Диаметр 76-мм орудия не соответствовал диаметру отверстия, прорезанного для него. Так, между орудием и бронелистом бронерубки оставалось большое расстояние, и пули иногда могли попадать внутрь боевого отделения, нанося ранения экипажу. Размещение орудия было неудачным, что впоследствии привело к его поломке.
Впоследствии, после окончания ходовых испытаний и испытаний стрельбой, было предложено доработать САУ путём прикрытия орудийной амбразуры броневым щитком. Противооткатное устройство 76-мм орудия предлагалось оснастить бронированным кожухом. Предлагалось оснащение САУ рацией и отсеками для снарядов. Доработанный проект не был построен ввиду принятия решения об изготовлении танка Т-26А(Т-26-4) с аналогичным вооружением. 

## Броня
Броня:
- лоб корпуса — 13 мм;
- борт корпуса — 10 мм;
- корма корпуса — 10 мм.
- у рубки такая же броня.
- крыша — 10 мм, а вот днище неизвестно.

## Вооружение
Одна 76,2 мм пушка ПС-3 обр.1927 г. И два 7,62-мм пулемета ДТ (они на САУ не устанавливались). пушка имела боекомплект 35 снарядов. Боекомплект состоит из осколочных и бронебойных снарядов. Максимальная дальность стрельбы составляла 12 900 м. Для прицельной стрельбы используется телескопический прицел и панорама Герца. 

## Подвижность
Скорость СУ-1 30 км\ч по шоссе 15 км\ч среднетехническая, при запасе хода 110 км. Двигатель остался от танка Т-26.

### Двигатель
Двигатель карбюраторный, 4-цилиндровый, мощность 90 л.с. при 2100 об\мин. Емкость бака 192 литра.

### Трансмиссия
трансмисия САУ механического типа: главный фрикцион сухого трения, карданный вал, 5-скоростная КПП, бортовые фрикционы, бортовые передачи и ленточные тормоз.

### Ходовая часть
Ходовая часть танка (на один борт) 8 опорных катков, 4 поддерживающих ролика, переднее направляющее и заднее ведущее колесо, мелкозвенчатая гусеница из стальных траков (на один борт)